# Karl Christensen
Karl Christensen (* 25. Mai 1821 in Schleswig; † 1. Mai 1895 in Kiel) war ein Reichstagsabgeordneter während des deutschen Kaiserreichs (1. Wahlperiode). Er gehörte zu den Nationalliberalen und vertrat den Wahlkreis Provinz Schleswig-Holstein 2 (Apenrade – Flensburg).
Er studierte Rechtswissenschaften an den Universitäten in Kiel und Kopenhagen. 1856 wurde er Amtssekretär in Flensburg. 1860 Rechtsanwalt in Garding. 1864 Gerichtsrat in Flensburg und 1865 Mitglied der schleswig-holsteinischen Landesregierung. Ab 1867 amtierte er als Kreisgerichtsdirektor in Flensburg.